# René Caron (acteur)
Pour les articles homonymes, voir René Caron et Caron.
René Caron est un acteur québécois né le 1er décembre 1925 à Montréal (Québec) et mort dans la même ville le 16 juillet 2016.  

## Biographie
Joseph René Émile Caron, fils de François-Xavier Caron, commis de banque, et de Laura Paul, nait dans la paroisse du Sacré-Cœur-de-Jésus, dans le quartier Centre-Sud de Montréal .
Après une courte incursion à la radio de Sherbrooke et de Rouyn, René Caron poursuit sa carrière aux Variétés lyriques de Montréal. 
On se souvient de lui pour son rôle de Todore Bouchonneau dans la série télévisée Les Belles Histoires des pays d'en haut, et aussi, quelques années plus tard, pour son rôle de  Nicéphore « Nick » Leclerc dans Le Temps d'une paix et, plus tard, de Flamand Bellavance dans Cormoran.
Il est récipiendaire, en 2006, de la Médaille de l'Assemblée nationale.

## Filmographie

### Cinéma
- 1959 : Il était une guerre
- 1959 : Les Brûlés : Phonse Lajoie
- 1971 : Le Savoir-faire s'impose : 1re partie
- 1972 : Les Indrogables de Jean Beaudin
- 1972 : L'Apparition
- 1972 : La Maudite Galette : Rolland Soucy
- 1972 : La Vraie Nature de Bernadette : un agriculteur
- 1973 : Réjeanne Padovani : Maire Jean-Guy Biron
- 1973 : O.K. ... Laliberté : M. Bérubé, le patron de Paul
- 1974 : Par une belle nuit d'hiver
- 1974 : Le Grand Voyage
- 1974 : C'est jeune et ça sait tout!
- 1975 : The Winner
- 1976 : Le Pont de singe
- 1976 : Je suis loin de toi mignonne : le chauffeur
- 1986 : Pouvoir intime : l'ouvrier
- 1987 : Le Frère André : le curé Provencal
- 1996 : Joyeux Calvaire : l'ivrogne du dépanneur

### Télévision
- 1954 : Toi et moi (série télévisée)
- 1955 : Beau temps, mauvais temps (série télévisée) : Marcel Pigeon
- 1956 : Nérée Tousignant (série télévisée) : M. Marceau
- 1956 : Les Belles Histoires des pays d'en haut (série télévisée) : Todore Bouchonneau
- 1957 : Radisson (série télévisée) : Médard
- 1957 : Le Colombier (série télévisée) : Roméo Bouchard
- 1958 : Demain dimanche (série télévisée) : Roch Lasnier
- 1959 : CF-RCK (série télévisée) : Victor Gendron
- 1961 : Le Mors aux dents (série télévisée) : frère
- 1963 : Ti-Jean caribou (série télévisée)
- 1963 : Rue de l'anse (série télévisée) : Lacasse
- 1969 : Quelle famille! (série télévisée) : Hormidas
- 1971 : Des souris et des hommes (téléfilm)
- 1974 : La Petite Patrie (série télévisée) : l'oncle Léon Germain
- 1975 : Y'a pas de problème (série télévisée) : Gilles Martel
- 1977 : Le Pont (série télévisée) : Tremblay
- 1978 : Duplessis (mini-série) : Onésime Gagnon
- 1978 : Terre humaine (série télévisée) : Jacques Quirion
- 1978 : Race de monde (série télévisée) : Catine Lévesque
- 1980 : Le Temps d'une paix (série télévisée) : Nicéphore « Nick » Leclerc
- 1982 : Une vie… (série télévisée) : Frederico Angioli
- 1984 : Le Parc des braves (série TV) : Joachim Brochu
- 1984 : Le 101, ouest, avenue des Pins (série télévisée) : gardien de sécurité
- 1985 : L'Âme-sœur (série TV) : Nazaire Labonté
- 1986 : Le Crime d'Ovide Plouffe (série télévisée) : Juge
- 1987 : Un homme au foyer (série télévisée) : Anthime Rousseau
- 1989 : Bonjour docteur (série télévisée) : Gaston Durocher
- 1988 : Les Tisserands du pouvoir (téléfilm) : agent recruteur
- 1990 : Cormoran (série télévisée) : Flamand Bellavance
- 1991 : Watatatow (série télévisée) : Maurice Beaudoin
- 1991 : Lance et compte : Le crime de Lulu (TV) : le maire de Charlesbourg
- 1995 : Les grands procès (série télévisée) : Robert Skeene
- 1996 : Marguerite Volant (série télévisée) : Dr Étienne Duberger
- 1998 : Jamais sans amour : L'Obsession (série télévisée) : Rosario Marceau
- 1999 : Juliette Pomerleau (série télévisée) : Bouliane
- 2006 : Casino (série télévisée) : Léo
- 2008 : Les Parent (série télévisée) : Gérard